# Morti nel 2018/Luglio
| Questa pagina contiene informazioni ricavate automaticamente dalle voci biografiche con l'ausilio del template Bio e di un bot. L'aggiornamento è periodico e automatico e ricostruisce completamente la pagina. Se manca una persona in questa lista, sei pregato di non aggiungerla, ma accertati piuttosto che la sua voce biografica contenga il template Bio e che i dati anagrafici siano correttamente compilati. Se il template Bio manca, inseriscilo tu stesso o, in alternativa, metti l'avviso {{tmp\|Bio}} che ne segnala la mancanza. Se i dati riportati sono sbagliati, correggi direttamente la voce biografica; le modifiche saranno visibili in questa lista entro pochi giorni. Per chiarimenti vedi il progetto biografie. La lista contiene solo le 149 persone che sono citate nell'enciclopedia e per le quali è stato implementato correttamente il template Bio. Pagina aggiornata al 18 lug 2025. |

- 1º luglio - Amos Cardarelli, calciatore e allenatore di calcio italiano (n. 1930)
- 1º luglio - Gillian Lynne, attrice teatrale, ballerina e coreografa britannica (n. 1926)
- 1º luglio - Gianfranco Petris, calciatore italiano (n. 1936)
- 1º luglio - Gianroberto Scarcia, orientalista, linguista e traduttore italiano (n. 1933)
- 2 luglio - Carlo Carlevaris, presbitero italiano (n. 1926)
- 2 luglio - Girolamo Cotroneo, filosofo italiano (n. 1934)
- 2 luglio - Sebastiano Gesù, critico cinematografico italiano (n. 1946)
- 2 luglio - Bill Watrous, trombonista statunitense (n. 1939)
- 3 luglio - Hans-Georg Kiupel, calciatore tedesco orientale (n. 1934)
- 3 luglio - Henri Martre, dirigente d'azienda francese (n. 1928)
- 3 luglio - Robby Müller, direttore della fotografia olandese (n. 1940)
- 3 luglio - Wang Jian, imprenditore cinese (n. 1961)
- 4 luglio - Ettore Adalberto Albertoni, politologo e politico italiano (n. 1936)
- 4 luglio - Henri Dirickx, calciatore belga (n. 1927)
- 5 luglio - Claude Lanzmann, regista, sceneggiatore e produttore cinematografico francese (n. 1925)
- 5 luglio - Jean-Louis Tauran, cardinale e arcivescovo cattolico francese (n. 1943)
- 6 luglio - Shōkō Asahara, criminale giapponese (n. 1955)
- 6 luglio - Vlatko Ilievski, cantante, attore e chitarrista macedone (n. 1985)
- 6 luglio - Giuseppina Projetto, supercentenaria italiana (n. 1902)
- 6 luglio - Clifford Rozier, cestista statunitense (n. 1972)
- 6 luglio - Antonio Toledo Corro, politico messicano (n. 1919)
- 7 luglio - William Dunlop, pilota motociclistico nordirlandese (n. 1985)
- 7 luglio - Paul Fetler, compositore statunitense (n. 1920)
- 7 luglio - Tyler Honeycutt, cestista statunitense (n. 1990)
- 7 luglio - Hacène Lalmas, calciatore e allenatore di calcio algerino (n. 1943)
- 7 luglio - Luigi Ossola, calciatore, cestista e dirigente sportivo italiano (n. 1938)
- 8 luglio - Alan Gilzean, calciatore scozzese (n. 1938)
- 8 luglio - Tab Hunter, attore statunitense (n. 1931)
- 8 luglio - Alan Johnson, coreografo e regista statunitense (n. 1937)
- 8 luglio - Frank Ramsey, cestista e allenatore di pallacanestro statunitense (n. 1931)
- 8 luglio - Robert D. Ray, politico e avvocato statunitense (n. 1928)
- 8 luglio - Lonnie Shelton, cestista statunitense (n. 1955)
- 8 luglio - Carlo Vanzina, regista, produttore cinematografico e sceneggiatore italiano (n. 1951)
- 9 luglio - Antonio Buccione, calciatore italiano (n. 1940)
- 9 luglio - Peter Carington, VI barone Carrington, nobile e politico britannico (n. 1919)
- 9 luglio - Oliver Knussen, compositore e direttore d'orchestra britannico (n. 1952)
- 9 luglio - Alberto Mottini, cestista italiano (n. 1958)
- 9 luglio - Hans Günter Winkler, cavaliere tedesco (n. 1926)
- 10 luglio - Kebede Balcha, maratoneta etiope (n. 1951)
- 10 luglio - Carlo Benetton, imprenditore italiano (n. 1943)
- 10 luglio - Mario Gargano, politico italiano (n. 1929)
- 10 luglio - William Hobbs, scenografo e stuntman britannico (n. 1939)
- 10 luglio - Clive King, scrittore britannico (n. 1924)
- 10 luglio - Battista Rota, allenatore di calcio e calciatore italiano (n. 1932)
- 10 luglio - Dido Sacchettoni, scrittore e giornalista italiano (n. 1936)
- 10 luglio - Karl Schmidt, calciatore tedesco (n. 1932)
- 11 luglio - Doğan Hakyemez, cestista turco (n. 1950)
- 11 luglio - Giovanni Marra, arcivescovo cattolico italiano (n. 1931)
- 11 luglio - Lindy Remigino, velocista statunitense (n. 1931)
- 12 luglio - Angela Bowen, danzatrice statunitense (n. 1936)
- 12 luglio - Valter Catarra, politico italiano (n. 1961)
- 12 luglio - Len Chappell, cestista statunitense (n. 1941)
- 12 luglio - Dimităr Marašliev, calciatore bulgaro (n. 1947)
- 12 luglio - Roger Perry, attore statunitense (n. 1933)
- 12 luglio - Gerda Schouten, cestista olandese (n. 1950)
- 12 luglio - José Verdún, calciatore uruguaiano (n. 1945)
- 12 luglio - Robert Wolders, attore olandese (n. 1936)
- 12 luglio - Fred van der Zwan, pallanuotista olandese (n. 1935)
- 13 luglio - Ruggero Cara, attore italiano (n. 1948)
- 13 luglio - Stan Dragoti, regista statunitense (n. 1932)
- 13 luglio - Claudio Pieri, arbitro di calcio italiano (n. 1940)
- 13 luglio - Claude Seignolle, scrittore francese (n. 1917)
- 13 luglio - Thorvald Stoltenberg, politico norvegese (n. 1931)
- 13 luglio - Antônio dos Santos Nascimento, allenatore di calcio e calciatore brasiliano (n. 1939)
- 13 luglio - Jocelyn Vollmar, ballerina statunitense (n. 1925)
- 14 luglio - Mario Casalinuovo, politico italiano (n. 1922)
- 14 luglio - Theo-Ben Gurirab, politico namibiano (n. 1938)
- 14 luglio - Masa Saito, wrestler giapponese (n. 1942)
- 14 luglio - Ron Thomas, cestista statunitense (n. 1950)
- 14 luglio - Jiří Žďárský, calciatore cecoslovacco (n. 1923)
- 15 luglio - Ronny Fredrik Ansnes, fondista norvegese (n. 1989)
- 15 luglio - Ray Emery, hockeista su ghiaccio canadese (n. 1982)
- 15 luglio - Franco Mandelli, ematologo italiano (n. 1931)
- 15 luglio - Dragutin Šurbek, tennistavolista croato (n. 1946)
- 16 luglio - Jørgen Christensen, calciatore danese (n. 1936)
- 16 luglio - Robin Jones, cestista statunitense (n. 1954)
- 16 luglio - Christian Menn, ingegnere svizzero (n. 1927)
- 16 luglio - Jerzy Piskun, cestista polacco (n. 1938)
- 16 luglio - Gabriel Rivera, giocatore di football americano statunitense (n. 1961)
- 17 luglio - Gary Beach, attore statunitense (n. 1947)
- 17 luglio - Yvonne Blake, costumista e attrice britannica (n. 1940)
- 18 luglio - Adrian Cronauer, avvocato, attivista e militare statunitense (n. 1938)
- 18 luglio - Carlos González Gallo, cestista uruguaiano (n. 1930)
- 18 luglio - Czesław Malec, cestista polacco (n. 1941)
- 18 luglio - Pedro Pérez, triplista cubano (n. 1952)
- 18 luglio - Jean-Jacques Petitjean, ciclista su strada francese (n. 1930)
- 18 luglio - Burton Richter, fisico statunitense (n. 1931)
- 18 luglio - Dante Zucchini, partigiano, imprenditore e antifascista italiano (n. 1928)
- 19 luglio - Germano Basile, doppiatore, direttore del doppiaggio e attore teatrale italiano (n. 1955)
- 19 luglio - Nino Fuscagni, attore e conduttore televisivo italiano (n. 1937)
- 19 luglio - Matteo Pizzigallo, storico e saggista italiano (n. 1950)
- 19 luglio - Jon Schnepp, attore, regista e sceneggiatore statunitense (n. 1967)
- 19 luglio - Denïs Ten, pattinatore artistico su ghiaccio kazako (n. 1993)
- 19 luglio - John Vigilante, hockeista su ghiaccio e allenatore di hockey su ghiaccio statunitense (n. 1985)
- 20 luglio - Arvo Jantunen, cestista e allenatore di pallacanestro finlandese (n. 1929)
- 20 luglio - Christoph Westerthaler, calciatore e allenatore di calcio austriaco (n. 1965)
- 21 luglio - Gioacchino Cataldo, italiano (n. 1941)
- 21 luglio - Camille Perl, presbitero lussemburghese (n. 1938)
- 21 luglio - Massimo Sani, regista, sceneggiatore e giornalista italiano (n. 1929)
- 22 luglio - Frank Havens, canoista statunitense (n. 1924)
- 22 luglio - Raymond Gerhardt Hunthausen, arcivescovo cattolico statunitense (n. 1921)
- 22 luglio - Chiyo Miyako, supercentenaria giapponese (n. 1901)
- 22 luglio - Tony Sparano, giocatore di football americano e allenatore di football americano statunitense (n. 1961)
- 23 luglio - Helen Burns, attrice britannica (n. 1916)
- 23 luglio - Paul Madeley, calciatore inglese (n. 1944)
- 23 luglio - Alda Monico, docente e scrittrice italiana (n. 1933)
- 23 luglio - Pierre Auguste Gratien Pican, vescovo cattolico francese (n. 1935)
- 23 luglio - Maryon Pittman Allen, giornalista e politica statunitense (n. 1925)
- 23 luglio - Elena Ricci Poccetto, scenografa italiana (n. 1941)
- 23 luglio - Oksana Šačko, attivista e pittrice ucraina (n. 1987)
- 24 luglio - Vincenzo Silvano Casulli, astronomo italiano (n. 1944)
- 24 luglio - Mary Ellis, aviatrice britannica (n. 1917)
- 24 luglio - Delroy Scott, calciatore giamaicano (n. 1947)
- 25 luglio - Vachtang Balavadze, lottatore sovietico (n. 1927)
- 25 luglio - Mirando Haz, incisore, disegnatore e pittore italiano (n. 1937)
- 25 luglio - Sergio Marchionne, dirigente d'azienda italiano (n. 1952)
- 25 luglio - Guy Molinari, politico statunitense (n. 1928)
- 25 luglio - Patrizia Pesaresi, scrittrice, psichiatra e psicanalista italiana (n. 1952)
- 25 luglio - Clara Sereni, scrittrice, giornalista e traduttrice italiana (n. 1946)
- 25 luglio - Ellie Soutter, snowboarder britannica (n. 2000)
- 25 luglio - Líber Vespa, calciatore uruguaiano (n. 1971)
- 25 luglio - Giancarlo Vitali, pittore italiano (n. 1929)
- 25 luglio - Patrick Williams, compositore, arrangiatore e direttore d'orchestra statunitense (n. 1939)
- 26 luglio - Stan Cole, pallanuotista statunitense (n. 1945)
- 26 luglio - Ettore Conti, attore e doppiatore italiano (n. 1924)
- 26 luglio - Luigi Corteggi, illustratore, grafico e fumettista italiano (n. 1933)
- 26 luglio - Adem Demaçi, politico e scrittore kosovaro (n. 1936)
- 26 luglio - Orlando Ramírez, calciatore cileno (n. 1943)
- 26 luglio - Alfredo del Aguila, calciatore messicano (n. 1935)
- 27 luglio - Gervase Markham, programmatore britannico (n. 1978)
- 27 luglio - Vladimir Nikolaevič Vojnovič, scrittore russo (n. 1932)
- 28 luglio - Vincenzo Labella, produttore cinematografico, sceneggiatore e regista italiano (n. 1925)
- 28 luglio - Kora, cantante polacca (n. 1951)
- 28 luglio - Fernando Tirapu, calciatore spagnolo (n. 1951)
- 29 luglio - Umberto Calzolari, giocatore di baseball e dirigente sportivo italiano (n. 1938)
- 29 luglio - Brian Christopher, wrestler statunitense (n. 1972)
- 29 luglio - Oliver Dragojević, cantante croato (n. 1947)
- 29 luglio - Brickhouse Brown, wrestler statunitense (n. 1960)
- 29 luglio - Vibeke Skofterud, fondista norvegese (n. 1980)
- 29 luglio - Tomasz Stańko, trombettista e compositore polacco (n. 1942)
- 29 luglio - Nikolai Volkoff, wrestler statunitense (n. 1947)
- 30 luglio - Ron Dellums, politico e attivista statunitense (n. 1935)
- 30 luglio - Philippe Dreyfus, informatico francese (n. 1925)
- 30 luglio - Andreas Kappes, pistard e ciclista su strada tedesco (n. 1965)
- 30 luglio - Giuseppe Rossini, dirigente d'azienda italiano (n. 1923)
- 31 luglio - Rafael Amador, calciatore messicano (n. 1959)
- 31 luglio - Michel Despland, storico delle religioni canadese (n. 1936)
- 31 luglio - Antoine Groschulski, calciatore polacco (n. 1938)
- 31 luglio - Bassano Staffieri, vescovo cattolico italiano (n. 1931)